# Montagnea
Montagnea is een geslacht van schimmels uit de familie van de Agaricaceae. De typesoort is Neosecotium macrosporum.

## Soorten
Volgens Index Fungorum telt het geslacht zeven soorten (peildatum januari 2023):
| Soortnaam                 | Auteur(s)         | Publicatiejaar |
| ------------------------- | ----------------- | -------------- |
| Montagnea arenaria        | (DC.) Zeller      | 1943           |
| Montagnea argentina       | (Speg.) Singer    | 1969           |
| Montagnea candollei       | (Fr.) Fr.         | 1854           |
| Montagnea psamathonophila | (Speg.) Raithelh. | 1990           |
| Montagnea radiosa         | (Pall.) Šebek     | 1954           |
| Montagnea schuppii        | (Rick) Voto       | 2019           |
| Montagnea tenuis          | (Pat.) Teng       | 1964           |